# Walter Hill
Walter Hill (Long Beach, 10 de Janeiro de 1942) é um realizador, produtor e argumentista de cinema norte-americano.

## Biografia
Depois de estudos artísticos e literários, escreveu vários argumentos para filmes, dos quais se destacam The Getaway (1972), de Sam Peckinpah e The MacKintosh Man (1973) de John Huston. A partir de 1975, estreou-se na realização com a película Hard Times. A partir daí encetou uma carreira que inclui vários títulos que obtiveram grande sucesso, tais como The Warriors, 48 Hrs., Streets of Fire e Red Heat. Ao mesmo tempo, tem mantido uma carreira como argumentista e produtor e, nestas funções, foi também responsável, por exemplo, pelos filmes da série Alien.

## Filmografia

### Filmes como realizador
- 2006 - Broken Trail (TV)
- 2002 - The Prophecy
- 2002 - Undisputed pt:(Só um será vencedor)  br:(O imbatível)
- 1996 - Last Man Standing (O último a caír)
- 1995 - Wild Bill
- 1993 - Geronimo: An American Legend (Jerónimo - uma lenda americana)
- 1992 - Trespass (Predadores)
- 1990 - Another 48 Hrs. (48 horas - parte II)
- 1989 - Johnny Handsome (Um rosto sem passado)
- 1988 - Red Heat (Inferno Vermelho)
- 1987 - Extreme Prejudice (A fronteira do perigo)
- 1985 - Brewster's Millions
- 1984 - Streets of Fire (Ruas de fogo)
- 1982 - 48 Hrs. (48 horas)
- 1981 - Southern Comfort (Estado de guerra)
- 1980 - The Long Riders (O bando de Jesse James)
- 1979 - The Warriors (Os selvagens da noite)
- 1978 - The Driver (Caçador de Morte)
- 1975 - Hard Times (O lutador da rua)

### Outros filmes como argumentista
- 1994 - The Getaway, de Roger Donaldson
- 1987 - Alien 3, de David Fincher (Alien 3)
- 1986 - Aliens, de James Cameron pt:(Aliens - o recontro final)  br:(Aliens - o resgate)
- 1975 - The Drowning Pool, de Stuart Rosenberg
- 1973 - The Mackintosh Man, de John Huston (O misterioso Mr. Mackintosh)
- 1973 - The Thief who Came to Diner, de Bud Yorkin
- 1972 - The Getaway, de Sam Peckinpah (Tiro de escape)

### Outros filmes como produtor
- 2007 - AVP: Alien vs. Predator 2, de Colin e Greg Strause
- 2004 - AVP: Alien vs. Predator, de Paul W. S. Anderson
- 1997 - Alien: Resurrection, de Jean-Pierre Jeunet
- 1995 - W.E.I.R.D. World, de William Malone  (TV)
- 1995 - Tales from the Crypt: Demon Knight, de Ernest Dickerson e Gilbert Adler
- 1986 - Aliens, de James Cameron
- 1986 - Blue City, de Michelle Manning
- 1985 - Rustlers' Rhapsody, de Hugh Wilson
- 1979 - Alien, de Ridley Scott (Alien - o 8º passageiro)